# Kristian Eivind Espedal

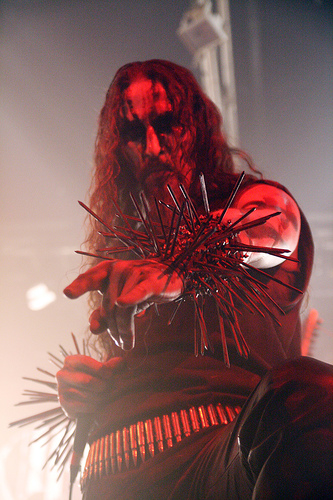
Gaahl med Gorgoroth i 2007

Kristian Eivind Espedal, född 7 augusti 1975, bättre känd som Gaahl, är en norsk black metal-sångare och tidigare vokalist i bandet Gorgoroth. Efter att ha sparkats från Gorgoroth startade han tillsammans med King bandet God Seed. Detta band släppte aldrig någon egen musik och upplöstes 2009 när Gaahl drog sig ur. 2015 startade han bandet Gaahls Wyrd.

## Biografi
Gaahl föddes i släktgården Espedal i Fjaler i västra Norge. Gaahl hade en ensam uppväxt och har rykte om sig att vara en gåtfull personlighet.
Gaahl har varit involverad i black metal-scenen sedan 1992 och har utöver i Gorgoroth även varit med i band som Gaahlskagg (tillsammans med Gorgoroths livegitarrist Skagg), Trelldom, Sigfader (med Skagg och Kvitrafn) och Wardruna. 1998 gick Gaahl med i Gorgoroth och hördes för första gången på deras album Destroyer, där han sjöng titelspåret.
Gaahl har en våldsam historia bakom sig. 2001 dömdes han till ett års fängelse för ett överfall efter att utan något "klart motiv" attackerat sitt offer och använt "extremt rått och brutalt" våld, enligt domstolen. Han ålades också att betala offret 158 000 NOK. I maj 2004 dömdes Gaahl återigen till fängelse. Denna gång rörde det sig om en incident som inträffat i februari 2002 där Gaahl slagit en 41-årig man och hotat att dricka hans blod. Den ursprungliga domen blev 18 månaders fängelse och 100 000 NOK i skadestånd, vilket ändrades till 14 månaders fängelse och 190 000 NOK i skadestånd av Gulating lagmansrett den 22 februari 2004. I december 2007 frigavs Gaahl.
Gaahl är populärt sedd som en djävulsdyrkare, men är i det stora hela en individualist. En liknelse han använder för att beskriva sin tro är att han är som en get i den kristna fårflocken. Istället för att följa flockens rörelser agerar han enligt sitt eget huvud och sina egna värderingar. Han beundrar naturen och är vegetarian. 2010 fick Gaahl utmärkelsen "Årets homo" på Bergen Gay Galla.

## Diskografi

### Med Gorgoroth
- Destroyer (1998)
- Incipit Satan (2000)
- Originators of the Northern Darkness - A Tribute to Mayhem (Tributalbum till Mayhem) (Sång: "Life Eternal") (2001)
- Twilight of the Idols (2003)
- Ad Majorem Sathanas Gloriam (2006)
- True Norwegian Black Metal - Live in Grieghallen (2008)

### Med Trelldom
- Disappearing of the Burning Moon (1994)
- Til Evighet (1995)
- Til et Annet… (1998)
- Til Minne... (2007)

### Med Gaahlskagg
- Erotic Funeral Party (delad album med Stormfront) (1999)
- Erotic Funeral (2000)

### Med Sigfader
- Sigfaders Hevner (1999)

### Med Wardruna
- Runaljod – Gap Var Ginnunga (2009)
- Runaljod – Yggdrasil (2013)

### Med God Seed
- I Begin (2013)